# Callipseustes variegata
Callipseustes variegata là một loài bướm đêm trong họ Geometridae.